# Gor
Gor este numele Contra-Pământului dintr-o serie de cărți sword and planet  scrise de John Norman. Seria este inspirată de seria  Barsoom (de Edgar Rice Burroughs) și de Almuric (de Robert E. Howard), dar este cel mai cunoscută pentru conținutul său care combină filozofia,  erotismul și fantezia științifică.
Seria a fost denumită în diferite feluri de către editori: The Chronicles of Counter-Earth (Ballantine Books), The Saga of Tarl Cabot (DAW Books), Gorean Cycle (Tandem Books), Gorean Chronicles (Masquerade Books), Gorean Saga (Open Road Media) sau The Counter-Earth Saga (DAW Books, pentru romanele cu alt protagonist decât Tarl Cabot). Obiceiurile, terminologia și imaginile reprezentate în aceste cărți au inspirat o subcultură Gorean, cu aderenți ai stilului de viață online și offline. Cărțile din serie sunt cunoscute sub numele The Scrolls printre unii membri ai acestei subculturi.
Seria a provocat numeroase controverse datorită modului considerat ofensator și incorect politic în care este prezentată femeia. Gor este, probabil, cea mai lungă serie de cărți, atât în domeniul științifico-fantastic cât și în cel fantastic, având peste 50  de ani de la prima carte. Primele 25 de cărți  au apărut între 1966 și 1988, dar seria a stagnat  următorii 13 ani ca urmare a unor probleme de publicare. A fost continuată în 2001 și continuă să fie publicată și astăzi, cu cel puțin încă 9 cărți. În prezent există  34 de cărți în seria Gor.
Seria a inspirat două filme, unul din 1988 și altul din 1989 și a creat o subcultură BDSM independentă care s-a dezvoltat în interiorul și în afara Internetului.

## Descrierea seriei

### Fundal

Hartă simplificată a zonelor cunoscute de pe Gor

Gor este descrisă ca fiind o planetă locuibilă din Sistemul Solar care împarte aceeași orbită ca și Pământul, dar este liniar opusă față de Pământ și, prin urmare, întotdeauna este ascunsă observatorului terestru de către Soare. Flora, fauna și obiceiurile de pe Gor sunt prezentate detaliat ca fiind foarte complicate. John Norman, pseudonimul Dr. John Lange, un profesor de filozofie și un savant în etnografie, populează planeta sa cu popoare asemănătoare romanilor, grecilor, nativilor americani, vikingilor și cu alte culturi. În romanele Gor, aceste diferite grupuri de oameni au fost aduse de pe Pământ cu ajutorul unor nave spațiale de către conducătorii din umbră ai planetei, preoții-regi (Priest-Kings), o specie extraterestră cu aspect insectoid. Oamenilor de pe Gor le sunt permise de către acești preoți-regi abilități arhitecturale, agricole și medicale avansate (inclusiv prelungirea duratei de viață), dar sunt obligați să rămână primitivi în transporturi, comunicații și armament. Aceste limitări sunt impuse pentru siguranța atât a preoților-regi precum și a celorlalte ființe indigene sau aduse pe Gor, cunoscându-se tendințelor belicoase ale oamenilor.
Planeta Gor are gravitația mai mică decât Pământul (ceea ce permite existența unor creaturi mari care zboară și în orașe a unor turnuri înalte conectate prin poduri aeriene). Gor ar avea gravitația și mai mică dacă nu ar exista tehnologia preoților-regi. Geografia cunoscută Gor constă în principal din coasta de vest a unui continent care începe din Arctica în nord până la ecuator la sud, cu oceanul Thassa la vest și cu lanțul muntos Voltai care formează limita de est a continentului la mai multe latitudini. Există, de asemenea, insule în ocean și unele deșerturi și câmpii în estul munților Voltai. Cuvântul "Gor" în sine înseamnă "piatra-acasă" în limba maternă a orașelor civilizate din nordul Gorului cunoscut dar și în alte limbi vorbite în numeroase alte zone.
Tema cea mai izbitoare a seriei Gor este explorarea sexualității în societățile de pe Gor, unde femei numite kajiras sunt sclave sexuale deținute de oamenii puternici, iar această relație în stil BDSM este descrisă ca fiind naturală și intrinsec dorită de fiecare femeie. Norman critică societatea modernă, argumentând că tehnologia și feminismul au deturnat oamenii de a instinctele lor necesare pentru fericire și satisfacția acestora.

### Scenarii
Majoritatea romanelor din serie sunt de acțiune și aventuri sexuale, cu multe  angajamente militare  împrumutate cu generozitate din cele istorice, cum ar fi luptele de triremă din Grecia antică și asediile castelelor din Europa medievală. Ar, cel mai mare oraș cunoscut de pe Gor, are asemănări cu orașul antic al Romei, iar imperiului său continental i se opune  puterea maritimă a insulei Cos.

## Listă de cărți

#### SeriaGor
1. Tarnsman of Gor (1966), Ballantine Books, ISBN 0-345-27583-7
2. Outlaw of Gor (1967), Ballantine Books, ISBN 0-345-27136-X
3. Priest-Kings of Gor (1968), Ballantine Books, ISBN 0-7592-0036-X
4. Nomads of Gor (1969), Ballantine Books, ISBN 0-7592-5445-1
5. Assassin of Gor (1970), Ballantine Books, ISBN 0-7592-0091-2
6. Raiders of Gor (1971), Ballantine Books, ISBN 0-7592-0153-6
7. Captive of Gor (1972), DAW Books, Elinor Brinton ISBN 0-7592-0105-6
8. Hunters of Gor (1974), DAW Books, ISBN 0-7592-0130-7
9. Marauders of Gor (1975), DAW Books, ISBN 0-7592-0141-2
10. Tribesmen of Gor (1976), DAW Books, ISBN 0-7592-5446-X
11. Slave Girl of Gor (1977), DAW Books, Judy Thornton ISBN 0-7592-0454-3
12. Beasts of Gor (1978), DAW Books, ISBN 0-7592-1125-6
13. Explorers of Gor (1979), DAW Books, ISBN 0-7592-1167-1
14. Fighting Slave of Gor (1980), DAW Books, Jason Marshall ISBN 0-7592-1173-6
15. Rogue of Gor (1981), DAW Books, Jason Marshall ISBN 0-7592-1179-5
16. Guardsman of Gor (1981), DAW Books, Jason Marshall ISBN 0-7592-1368-2
17. Savages of Gor (1982), DAW Books, ISBN 0-7592-1374-7
18. Blood Brothers of Gor (1982), DAW Books, ISBN 0-7592-1380-1
19. Kajira of Gor (1983), DAW Books, Tiffany Collins ISBN 0-7592-1926-5
20. Players of Gor (1984), DAW Books, ISBN 0-7592-1932-X
21. Mercenaries of Gor (1985), DAW Books, ISBN 0-7592-1944-3
22. Dancer of Gor (1985), DAW Books, Doreen Williamson ISBN 0-7592-1950-8
23. Renegades of Gor (1986), DAW Books, ISBN 0-7592-1956-7
24. Vagabonds of Gor (1987), DAW Books, ISBN 0-7592-1980-X
25. Magicians of Gor (1988), DAW Books, ISBN 0-7592-1986-9
26. Witness of Gor (2001), E-Reads, Janice ISBN 0-7592-4235-6
27. Prize of Gor (2008), E-Reads, Ellen ISBN 0-7592-4580-0
28. Kur of Gor (2009), E-Reads, The Kur ISBN 0-7592-9782-7
29. Swordsmen of Gor (2010), E-Reads, ISBN 1-6175-6040-5
30. Mariners of Gor (2011), E-Reads, The Mariner ISBN 0-7592-9989-7
31. Conspirators of Gor (2012), E-Reads, Allison Ashton-Baker ISBN 1-6175-6731-0
32. Smugglers of Gor (2012), E-Reads, Margaret Alyssa Cameron, The Scribe și The Merchant ISBN 1-6175-6865-1
33. Rebels of Gor (2013), E-Reads, ISBN 1-6175-6123-1
34. Plunder of Gor (august 2016), E-Reads, ISBN 1-5040-3406-6

## Ecranizări
Două filme au fost realizate pe baza acestor cărți, Gor și Outlaw of Gor (cunocut și ca Gor 2 sau Outlaw); mai târziu au apărut în cadrul serialului Mystery Science Theater 3000.
Deși nu este conectată în mod oficial la lucrările lui John Norman, Minerva no kenshi (1994) este o serie de animație japoneză care conține multe dintre elementele și ideile discutate în filozofia Gor.